# 吹田市立高野台中学校
吹田市立高野台中学校（すいたしりつ たかのだいちゅうがっこう）は、大阪府吹田市高野台四丁目にある公立中学校。
千里ニュータウンの学校として、1963年に開校した。

## 沿革
- 1963年 - 開校。
- 1965年 - 校歌制定。
- 1969年 - 体育館竣工
- 1972年 - 従来の校区の一部（吹田市立津雲台小学校の校区）を、新設の吹田市立古江台中学校校区へ分離。
- 1981年 - プール竣工。
- 1983年 - 従来の校区の一部を、新設の吹田市立佐井寺中学校の校区へ分離。
- 1986年 - 養護学級開設。

## 通学区域
- 吹田市立高野台小学校と吹田市立佐竹台小学校の通学区域。

## 交通
- 阪急千里線 南千里駅 東へ約900m。
- 阪急バス 高野台中学校前バス停。